# Sankt Kanzian am Klopeiner See
Sankt Kanzian am Klopeiner See é um município da Áustria localizado no distrito de Völkermarkt, no estado de Caríntia.